# Johan Cruyff
Johan Cruyff (phát âm tiếng Hà Lan: [ˈjoːɦɑn ˈkrœy̆f-] ngheⓘ) (phát âm gần như Craif), tên đầy đủ: Hendrik Johannes Cruyff (thường được viết là Johan Cruyff ở bên ngoài Hà Lan) (sinh 25 tháng 4 năm 1947 tại Amsterdam – 24 tháng 3 năm 2016 tại Barcelona), là một cố cầu thủ và huấn luyện viên bóng đá người Hà Lan. Khi là cầu thủ, ông từng giành giải thưởng Quả Bóng Vàng ba lần (1971, 1973 và 1974). Cruyff là một trong những thành viên nổi tiếng nhất của triết lý bóng đá có tên Bóng đá tổng lực do Rinus Michels tạo ra.. Trong thập niên 1970, bóng đá Hà Lan phát triển từ một nền bóng đá ít tên tuổi trở thành một thế lực. Cruyff dẫn dắt đội tuyển Hà Lan vào đến chung kết Giải bóng đá vô địch thế giới 1974 và đoạt được danh hiệu Quả bóng vàng dành cho cầu thủ xuất sắc nhất giải đấu đó. Cruyff thành thạo năm ngoại ngữ.Với biệt danh "Thánh Johan", ông được coi là cầu thủ Hà Lan xuất sắc nhất mọi thời đại và là một trong những cầu thủ xuất sắc nhất lịch sử bóng đá thế giới.
Tại cấp độ câu lạc bộ, Cruyff khởi nghiệp tại Ajax. Ông đã cùng câu lạc bộ 8 lần vô địch quốc gia và giành ba Cúp C1 châu Âu. Năm 1973 ông chuyển đến FC Barcelona và lập Kỷ lục chuyển nhượng cầu thủ bóng đá mới. Ông có được danh hiệu La Liga cùng đội bóng ngay mùa đầu tiên và giành Quả bóng vàng châu Âu năm đó. Sau khi giải nghệ vào năm 1984, Cruyff cũng có nhiều thành công trong sự nghiệp huấn luyện viên với Ajax và FC Barcelona. Sau này ông vẫn là một cố vấn có ảnh hưởng ở hai câu lạc bộ. Con trai ông Jordi cũng là một cầu thủ chuyên nghiệp.
Tháng 10 năm 2015, Cruyff, từng nghiện hút thuốc nặng, bị chẩn đoán mắc ung thư phổi. Ông qua đời vì bệnh này ngày 24 tháng 3 năm 2016 tại Barcelona.

## Danh hiệu

### Cầu thủ

#### Ajax Amsterdam: (1964-1973, 1981-1983)
- Eredivisie: 1966, 1967, 1968, 1970, 1972, 1973, 1982, 1983
- Cúp KNVB: 1967, 1970, 1971, 1972, 1983
- European Cúp: 1971, 1972, 1973
- UEFA Super cup: 1972, 1973
- Intercontinental Cúp: 1972
- UEFA Intertoto cup: 1968
- Quả bóng Vàng: 1971, 1973

#### Club Barcelona (1974-1978)
- La Liga: 1974

- Cúp Nhà Vua: 1978
- Quả bóng Vàng: 1974

#### Club Feyenoord (1983-1984)
- Eredivisie: 1984
- Cúp KNVB: 1984

#### ĐT Quốc gia Hà Lan (Netherlands)
- Á quân World Cup: 1974
- Xếp Thứ 3 danh sách cầu thủ hay nhất thế giới (FiFa)
- Cầu thủ số 1 châu Âu (UEFA)

### Huấn luyện viên

#### Club Ajax Amsterdam: (1985-1988)
- Cúp KNVB:1986, 1987
- UEFA Cup Winner's Cúp (C2): 1987

#### Club Barcelona (1988-1996)
- La Liga: 1991,1992,1993,1994
- Copa dei Rey: 1990
- Supercopa de Espanya: 1991,1992,1994
- Champions League: 1992
- UEFA Super cup: 1992
- UEFA Cup Winner's Cúp (C2): 1989
- HLV Trưởng ĐT Catalonia (2009-2011)